# Outlaw (Computerspiel)
Outlaw ist ein Einzelspieler-Arcade-Spiel, das von Atari, Inc. entwickelt und im Jahr 1976 von Midway Games auf den Markt gebracht wurde. Das Spiel war eine Antwort auf das im Jahr 1975 erschienene Arcade-Spiel Gun Fight.
1979 erschien eine Portierung von Outlaw für das Atari 2600, die von David Crane entwickelt wurde. Diese Version unterstützt auch einen Mehrspielermodus.

## Handlung und Spielprinzip
Das Spiel handelt von einem Fast-West-Duell im Wilden Westen. Zu Beginn des Spiels kann der Spieler einen von zwei Charakteren auswählen: „Half Fast Pete“ oder „Billy The Kid“. Petes Schüsse sind präziser, während Billy schneller schießen kann. Der Spieler hat nun die Aufgabe, den anderen Cowboy (gespielt vom Computer) im Wilden Westen mithilfe eines Revolvers zu erschießen. Dabei gibt es mehrere Arenen mit verschiedenen Hindernissen, wie z. B. Kutschen, Kakteen etc., auf denen man gegen seinen Mitspieler antreten kann.

## Rezeption
Eric Thompson vom US-amerikanischen Magazin The Space Gamer testet die Atari-2600-Version des Spiels und meinte, "This game is fun, and if you have the [Atari 2600] computer you should get it" („Dieses Spiel ist spaßig, und falls Sie den [Atari-2600-] Computer haben, sollten Sie es sich holen“).